# Xian de Baofeng
Le xian de Baofeng (宝丰县 ; pinyin : Bǎofēng Xiàn) est un district administratif de la province du Henan en Chine. Il est placé sous la juridiction de la ville-préfecture de Pingdingshan.

## Démographie
La population du district était de 474 660 habitants en 1999.